# Andy Riley
Andy Riley (Aylesbury, 1970) è un disegnatore inglese.
È famoso per essere l'autore del fumetto Il libro dei coniglietti suicidi e del suo seguito Il ritorno dei coniglietti suicidi.
Per sette anni fumettista per The Observer, è uno degli sceneggiatori del film d'animazione Gnomeo e Giulietta. Nella sua carriera ha ricevuto due BAFTA.